# 约翰·康纳利
小约翰·鲍登·康纳利（英文：John Bowden Connally, Jr，1917年2月27日—1993年6月15日），美国政治人物，曾任美国海军部长、得克萨斯州长和美国财政部长。

## 生平
康纳利原先是民主党人，1963－1969年擔任得克萨斯州州长。1971年在共和黨的尼克松內閣中任職，1973年正式转投共和党。
1963年在肯尼迪遇刺案中，康纳利是約翰·肯尼迪总统座驾里的成员之一，他在槍擊中受到重伤。

## 名言
「美元是我们的货币，但却是你们的问题」——1971年
| 前任： 威廉·B·弗兰克 | 美国海军部长 1961年          | 繼任： 弗雷德·科思        |
| 前任： 普赖斯·丹尼尔 | 得克萨斯州州长 1963年-1969年 | 繼任： 普雷斯顿·史密斯    |
| 前任： 戴维·M·肯尼迪 | 美国财政部长 1971年-1972年   | 繼任： 乔治·普拉特·舒尔茨 |